# Soldadura robotizada

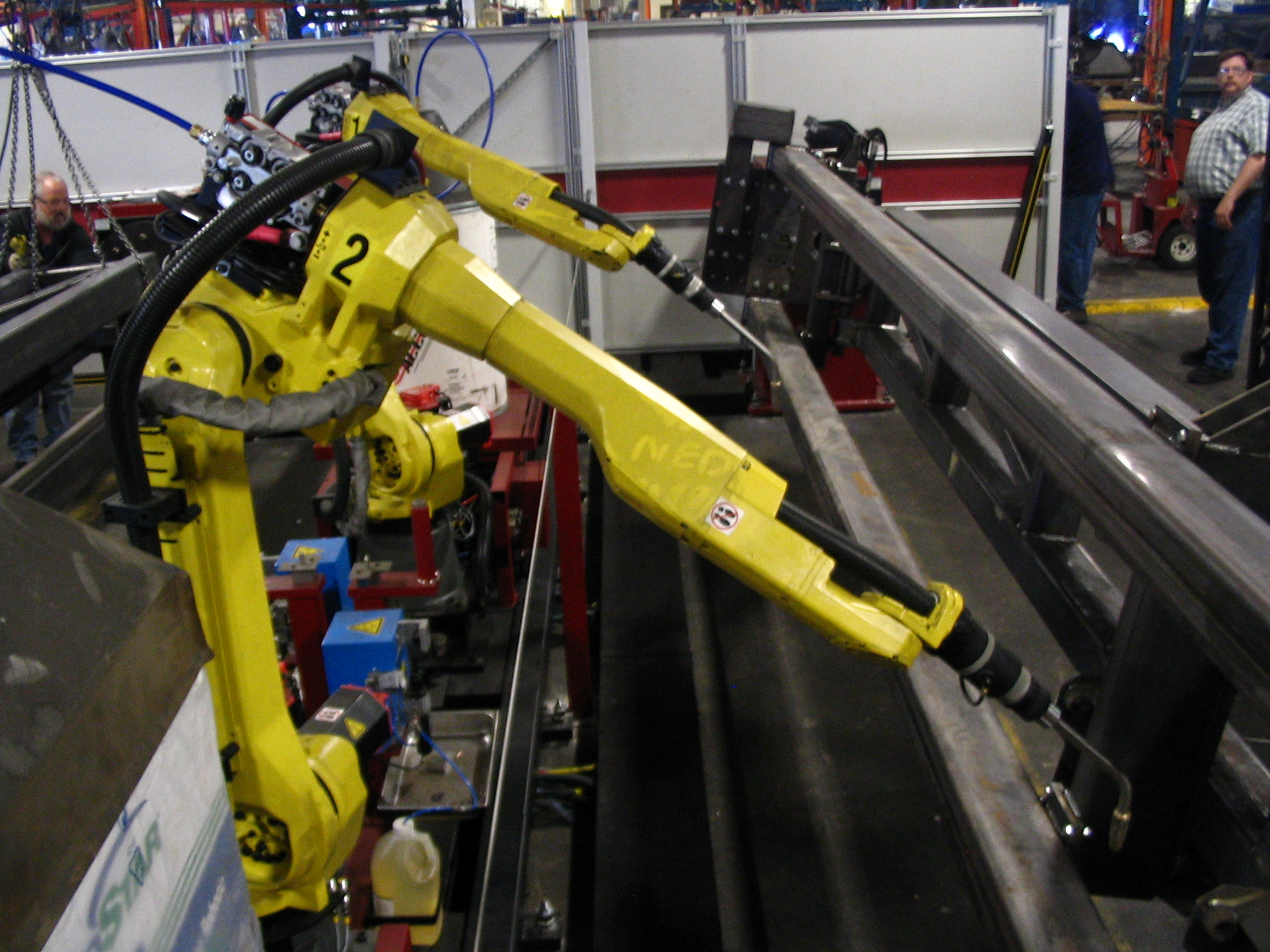
Conjunto de robots de seis ejes utilizados para soldadura.

La soldadura robotizada es el uso de herramientas programables mecanizadas (robots), con las que se lleva a cabo un proceso de soldadura completamente automático, tanto en la operación de soldeo como sosteniendo la pieza. Procesos tales como Soldadura GMAW, a menudo automatizadas, no son necesariamente equivalentes a la soldadura robotizada, ya que el operador humano a veces prepara los materiales a soldar.  Generalmente, la soldadura robotizada se usa para la Soldadura por puntos y la Soldadura por arco se aplica en producción a gran escala, por ejemplo la industria del automóvil. 
La soldadura robotizada es una aplicación relativamente nueva de la Robótica, aunque los robots se introdujeron primero en la industria estadounidense en la década de los 60. El uso de robots en soldadura no despuntó hasta la década de los 80, cuando la industria del automóvil comenzó a usar robots masivamente para la soldadura por puntos. Desde entonces, tanto la cantidad de robots empleados en la industria como la variedad de sus aplicaciones ha crecido en gran medida. Cary y Helzer sugieren que, más de 120.000 robots se usan en la industria norteamericana, de los que en torno a la mitad tienen que ver con la soldadura. En un principio, el crecimiento quedó limitado por el elevado coste del equipamiento, resultando una restringida aplicación en la producción a gran escala. 
La soldadura robotizada al arco ha empezado a crecer con rapidez sólo en período más reciente, y ya domina en torno al 20% de las aplicaciones industriales con robots.  Los principales componentes de los robots de soldadura al arco son: el manipulador o la unidad mecánica y el controlador, que actúa como "cerebro" del robot.  El manipulador es lo que hace que el robot se mueva, y el diseño de estos sistemas pueden catalogarse en varias clases, tales como el SCARA y el robot de coordenadas cartesianas, que usan diversos sistemas de coordenadas para dirigir los brazos de la máquina.
La tecnología del procesamiento de imagen por firma ha sido desarrollada desde el final de los años 1990 para analizar datos eléctricos en tiempo real, tomados de la soldadura robotizada automática, de este modo se facilita la optimización del soldeo, es perfecto para la creación de prototipos.